# 腓特烈 (安哈特-貝恩堡-紹姆堡-霍伊姆)
腓特烈（德語：Friedrich，1741年11月29日—1812年12月24日），安哈尔特-贝恩堡-绍姆堡-霍伊姆親王，1812年在位。
1812年4月，腓特烈的姪子維克多二世去世，腓特烈繼位為安哈特-貝恩堡-紹姆堡-霍伊姆親王。由於他終生未婚，腓特烈死後領地由安哈特-貝恩堡的阿歷克塞·腓特烈·克里斯蒂安繼承。